# Parc natural de les Valls Occidentals
El Parc natural de les Valls Occidentals és un parc natural situat en l'extrem més occidental dels Pirineus aragonesos, a la comarca de la Jacetània. Abasta els municipis d'Aísa, Ansó, Aragüés del Puerto, Borau, Jasa, Valle de Hecho i Canal de Berdún.
Compta amb 27.066.19 ha i altres 7.335 de zona perifèrica de protecció. La seva altitud oscil·la entre els 900 msnm al fons de la vall i els 2.670 msnm al cim del Bisaurín.
La seva situació condiciona de manera determinant el seu clima, de clara influència atlàntica. Per això la vegetació és humida i fresca, amb la proliferació de grans extensions de fagedes, avetars, boscos de pi negre i teixos.
La població animal és d'una riquesa extraordinària. Encara resisteixen alguns exemplars d'os i és territori del trencalòs, la llúdria, el milà reial o l'esparver d'estany.
El parc natural va ser creat amb la llei 14/2006 del Govern d'Aragó. És també Lloc d'Importància Comunitària i ZEPA.

## Extensió

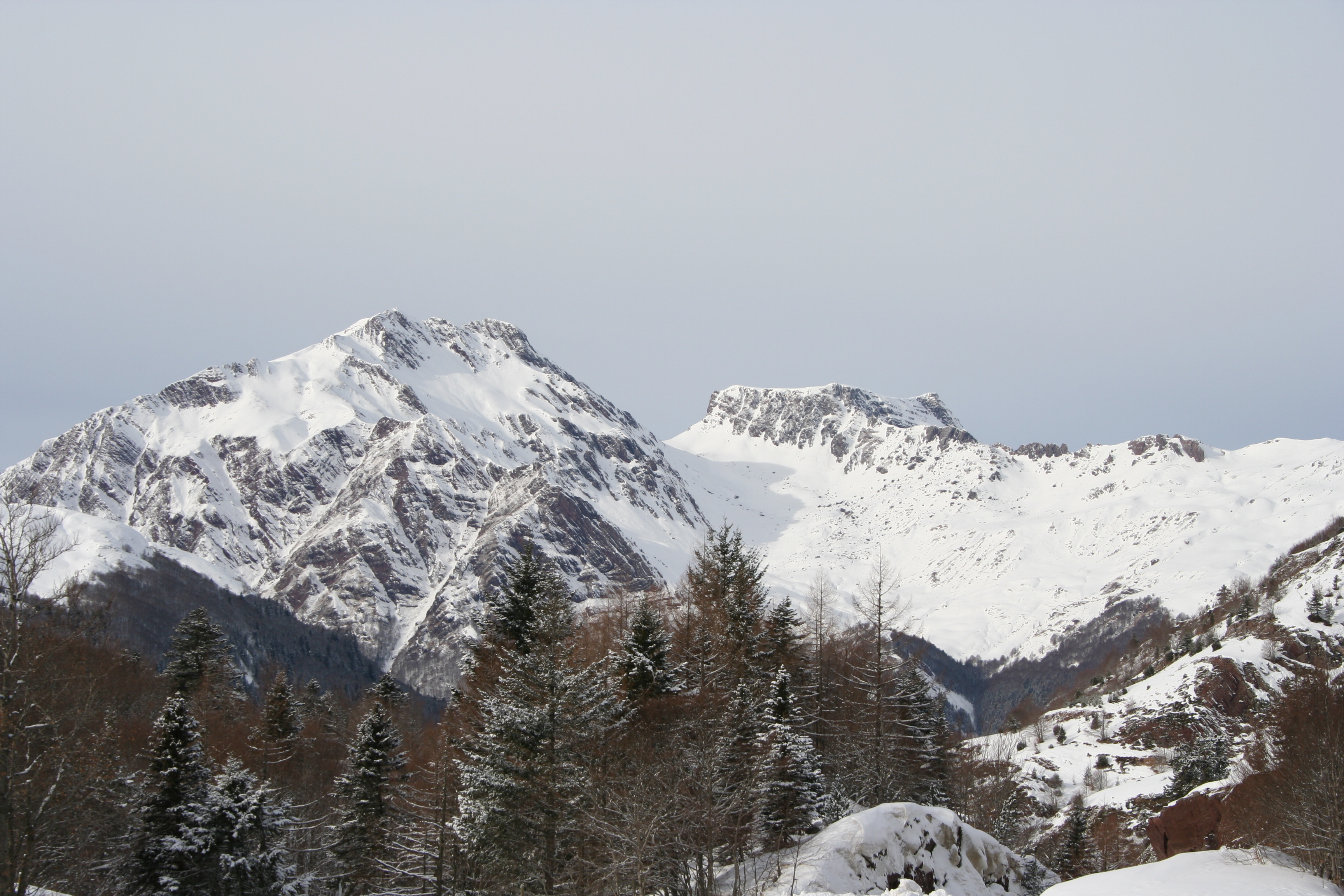
Parc Natural, Candanchú

El parc natural de les Valls Occidentals s'estén 27.073 ha més 7.335 de zona perifèrica de protecció, per les capçaleres dels rius Veral, Aragón Subordán, Osia, Estarrún i Lubierre i el seu relleu ha estat modelat per l'acció de les glaceres, que van esculpir esvelts pics, a la vegada que van excavar circs, valls en U i cubetes que donarien lloc als actuals estanys de muntanya. Aquests, a causa de l'arrossegament de materials pels rius tendeixen a emplenar-se originant petites planes per on l'aigua "zigzagueja" donant lloc a meandres com en Aguas Tuertas.

## Flora i fauna

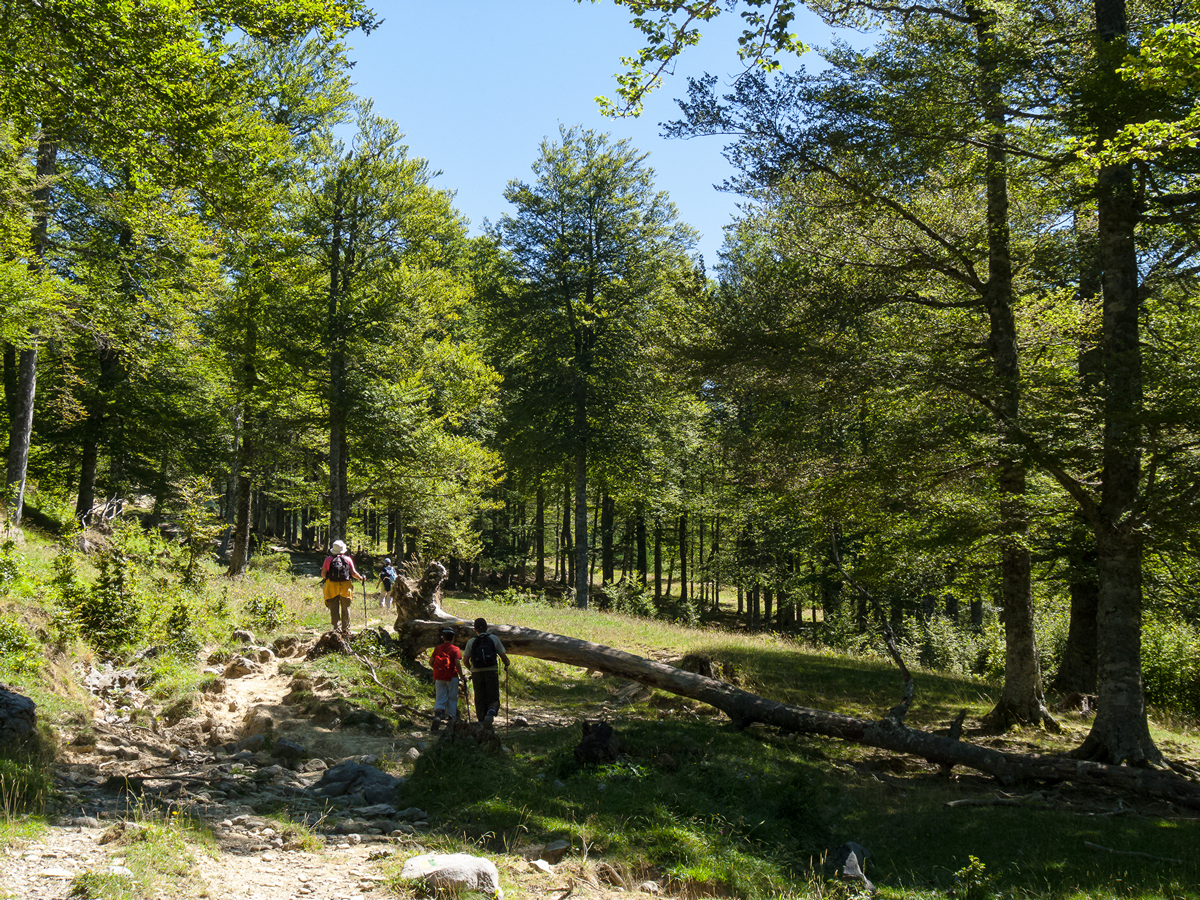
«Hayedo de Gamueta» al parc natural

La millor representació del bosc atlàntic a l'Aragó es troba en aquest Parc Natural emplaçat al cantó nord-occidental de l'Alt Aragó, estant tocant al nord amb França i a l'oest amb Navarra. A la frondosa Selva d'Oza els fajos i d'altres espècies d'arbres caducifolis es combinen harmònicament amb alts avets i boscos de pi negre.
Al Parc Natural de les Valls Occidentals es refugien els últims ossos bruns dels Pirineus i espècies poc comunes, com el Picot garser dorsblanc, el gall salvatge o la Rosalía alpina, un tipus d'escarabat.

## Entorn i activitat humana
Els dominis de l'alta muntanya són territori de pastures, roques i neus. En els seus cims habiten la perdiu blanca, l'isard pirinenc, l'ermini o el pela-roques o el pardal d'ala blanca i en els seus llacs la llúdriaa i els urodels.
Les activitats agropecuàries tradicionals han contribuït a modelar un formós paisatge que conjuga els elements naturals amb la mà de l'home. A més a més en aquestes valls s'ha mantingut interessants mostres d'arquitectura popular, amb harmoniosos i acurats nuclis urbans. Les senyes d'identitat van des del vestit tradicional, al folklore o a la llengua.